# Kæmpebalsamin
Kæmpebalsamin (Impatiens glandulifera), ofte skrevet kæmpe-balsamin, er en enårig, 1-2,5 meter høj plante i balsamin-familien. Den har tilspidsede blade og 2,5-4 cm lange blomster, der er purpurbrune til røde.
Kæmpebalsamin anses for at være en invasiv art og ønskes bekæmpet. Arten er en effektiv frøspreder og kan hurtigt danne tætte bestande. Kæmpebalsamin kan udkonkurrere hjemmehørende plantearter. Planten vokser hurtigt og danner bestande, der hurtigt regenererer, når de er slået ned. Den ser ud til at reagere positivt på øget CO2 og temperatur.